# Jan Lerch
Jan Lerch (* 1966 in München) ist ein deutscher Fernsehmoderator, Journalist und Medienmanager.

## Leben
Lerch, geboren in München, wuchs in Hannover auf. Sein Vater war ein türkischer Doktorand der Universität Hannover, der vor der Geburt des Sohnes in die Türkei zurückkehren musste. Jan Lerch nahm später den Familiennamen seines Stiefvaters an. Nach einem Studium der Germanistik begann er 1991 seine Laufbahn als Reporter, Moderator und Redaktionsleiter beim damaligen SFB (dem heutigen rbb Fernsehen). Hier moderierte er u. a. für das rbb-inforadio sowie für die TV-Formate Berliner Platz, Berlin life und die Spätabendschau.
Populär wurde Lerch als Moderator der rbb-Hauptnachrichtensendung – der Berliner Abendschau, die er von 1999 bis Ende 2004 moderierte.
Nachdem er 2003 mit den freien Mitarbeitern des Senders die interne Initiative rbb-pro gegründet hatte, fiel er bei der Führung in Ungnade. Die Fernseh-Chefredakteurin Petra Lidschreiber warf ihm vor, illoyal gewesen und gegenüber Dritten schlecht über den rbb
geredet zu haben. Sein Vertrag wurde nicht verlängert, sodass er zum Jahreswechsel 2004/05 aus dem rbb-Fernsehen ausschied.
Anschließend war Jan Lerch 2005 Moderator und Redakteur für das Journal von Deutsche Welle TV. Von 2006 bis 2008 war er Redaktionsleiter beim Berliner Radiosender Motor FM, wo er auch Reportagen präsentierte und Interviews führte (nominiert als Radiojournalist des Jahres 2007). Seit Juni 2008 war er Büroleiter der Probono Fernsehproduktion in Berlin, wo er u. a. die n-tv-Sendungen Das Duell, Busch@n-tv, Heiner Bremer-Unter den Linden verantwortet. 2009 war er Projektleiter der Initiative Geh nicht hin im Vorfeld der Bundestagswahl 2009 (nominiert für den Politikaward 2009). 2011 wechselte er in die Redaktionsleitung von Focus TV, wo er u. a. den Politiktalk „Eins gegen Eins“ mit aufbaute. Danach war er „Director of Editorial & Broadcast“ beim Internet-Start-Up tape.tv und verantwortete als Programmchef u. a. Kooperationsprojekte mit ZDFKultur, ARD EinsPlus, Spiegel Online und bild.de.
Aktuell ist Lerch für verschiedene Bewegtbildprojekte verantwortlich. So hat er 2015 für ARD/EinsPlus die sechsteilige interaktive Dokuserie „Go_Geek!“ über vier Berliner Startup-Programmierer erstellt (Regisseur, Autor, Produktion). Der Timeline-Kommentar bei „Go_Geek!“ im eigens programmierten Player wurde als technische Innovation vom Medienboard Berlin-Brandenburg gefördert. Für die UFA-Fiction war er Projektleiter bei dem 75 Episoden-Online-Projekt „Behind the Story“ (2015).
Er lebt in Berlin und ist Vater zweier Töchter.